# Convolvulus scoparius
Espèce
Synonymes
- Breweria scoparia (L.f.) Lindl.[2]
- Convolvulus benehoavensis Bolle[2]
- Rhodorhiza scoparia (L.f.) Webb[2]
- Rhodoxylon scoparium (L.f.) Raf.[2]

Convolvulus scoparius est une espèce de plantes de la famille des Convolvulaceae, endémique des îles Canaries.

## Description

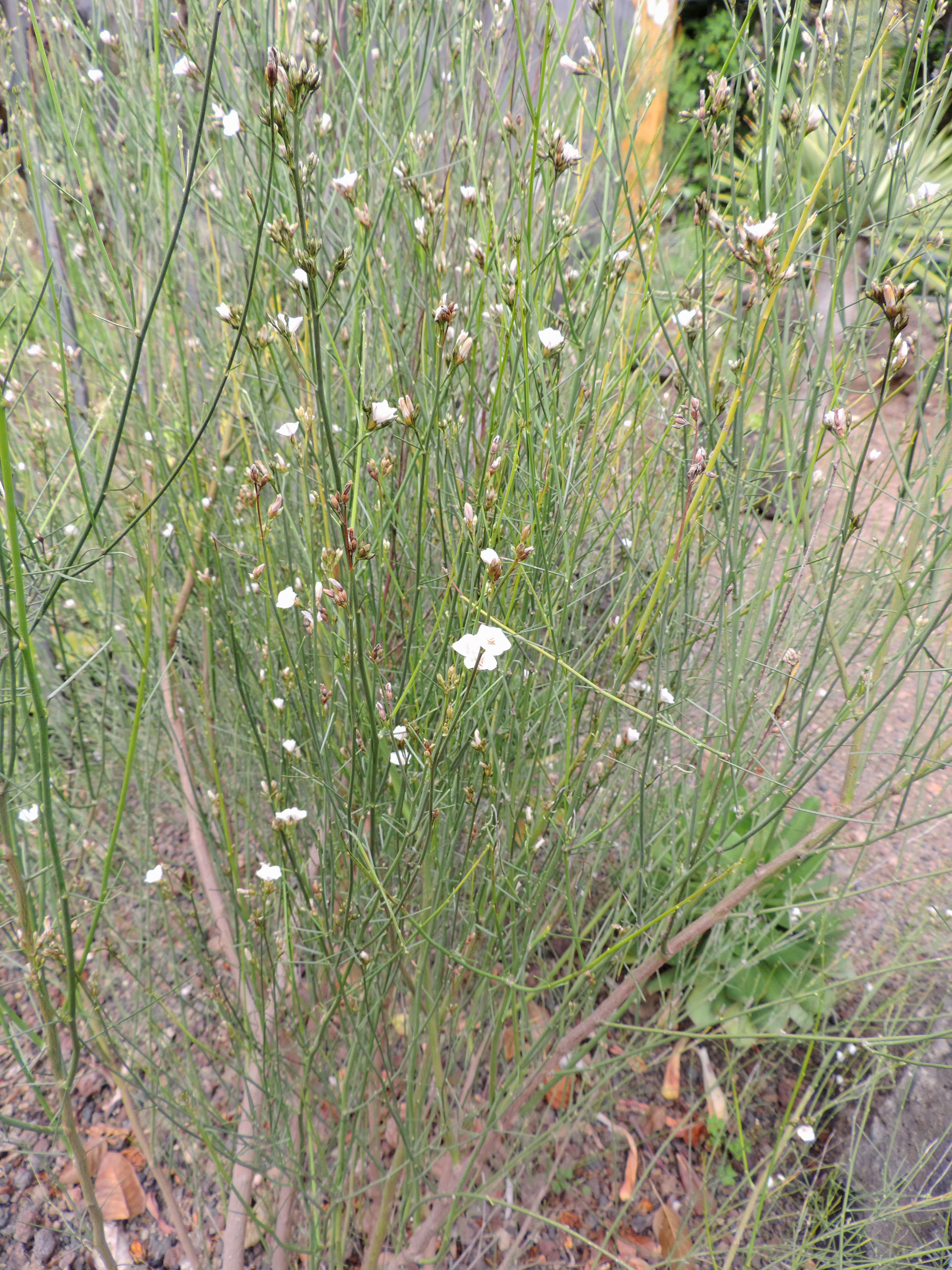
Les tiges chlorophylliennes portent des petites feuilles sessiles, caduques, filiformes et appressées aux tiges, donnant un aspecte qu ipeut faire penser au genêt.

L’espèce a été décrite par Carl von Linné le Jeune en 1782.
Il s’agit d’un arbuste mesurant jusqu’à 2 mètres dont les tiges chlorophylliennes et les petites feuilles sessiles, caduques, filiformes et appressées aux tiges donne un aspect qui peut faire penser au genêt. Les parties végétatives sont glabres ou pileuses peu épaisses. Les feuilles, sessiles et caduques, mesurent 0,5-4,5 × 0,1 mm et sont filiformes, aiguës, entières. 

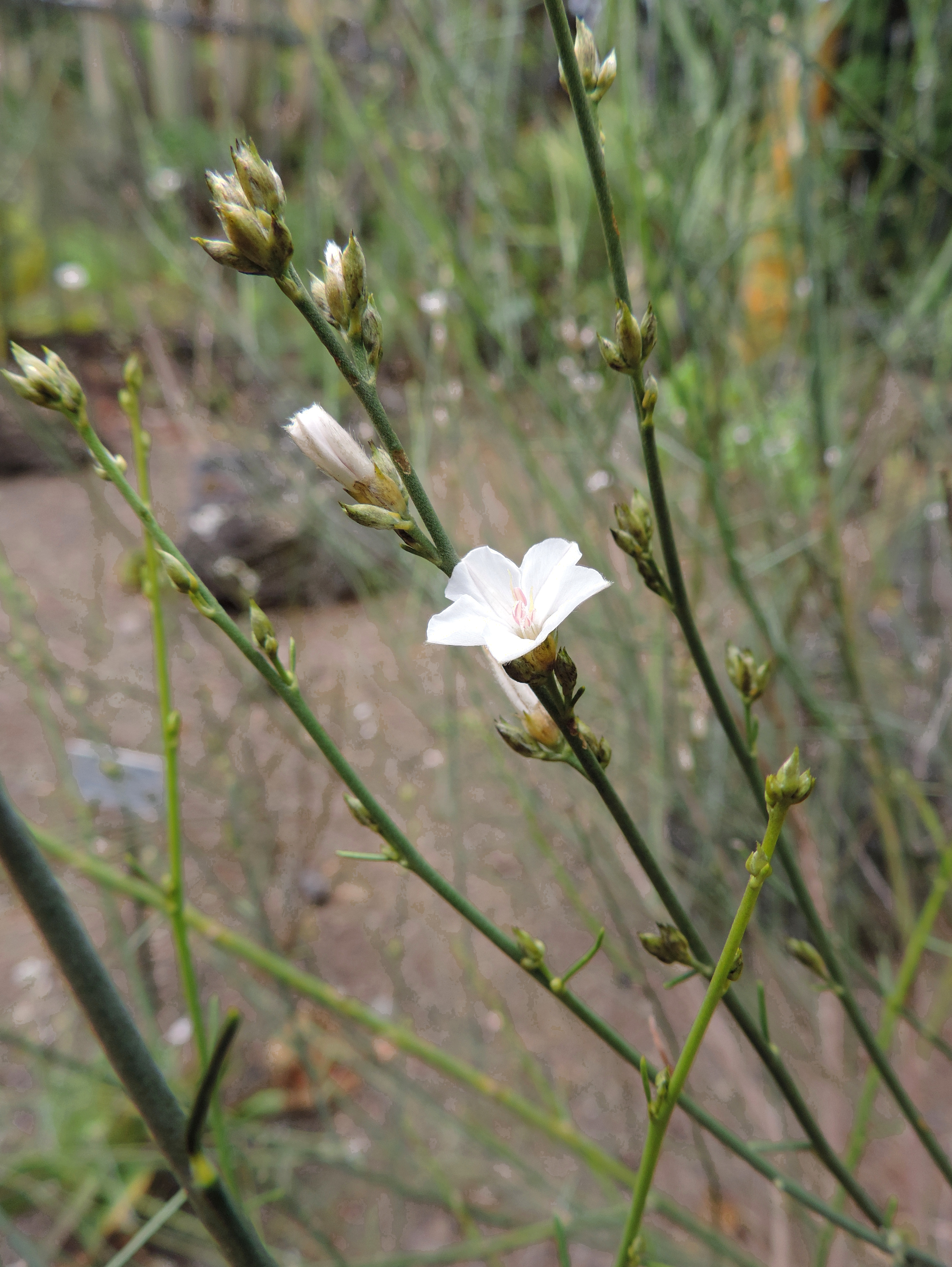
Les inflorescences terminales ou axillaires comportent des petites fleurs blanches.

Les fleurs sont groupées en inflorescences de 1 à 5-6 fleurs : des cymes pédonculées, terminales et axillaires. Les pédoncules mesurent de 2 à 7 (parfois 11) mm, et sont pubescents. Les bractéoles mesurent 2-3 × 1 mm, et sont lancéolées, acuminées, avec une base embrassante, apposées sur le calice, pubescentes. Les pédicelles mesurent de 3 à 7 mm, et sont trapus et pubescents. Les sépales externes mesurent 4-6 × 2-2,5 mm, et sont largement oblongs et mucronés. Les sépales intérieurs sont obovaux, rétrécis brusquement à un apex mucroné. La corolle mesure de 1 à 1,2 cm de long, et elle est blanche ou rosée, profondément lobée, avec des bandes médiopétalaires pileuses. L’ovaire et pileux. Le style est pileux, et divisé 3-4 mm au-dessus de la base. Les stigmates mesurent environ 3 mm. La capsule n’a pas été observée mais elle est vraisemblablement pileuse.

## Taxinomie
Cette espèce a pour synonymes :
- synonymes homotypiques :
  - Breweria scoparia (L.f.) Lindl.[1],[2] ;
  - Rhodorhiza scoparia (L.f.) Webb[1],[2] ;
  - Rhodoxylon scoparium (L.f.) Raf.[1],[2] ;
- synonyme hétérotypique :
  - Convolvulus benehoavensis Bolle[1],[2].

Convolvulus scoparius var. virgatus (Webb & Berthel.) Choisy in A.P.de Candolle, Prodr. 9: 404 (1845) est un synonyme de l’hybride Convolvulus ×despreauxii.

## Répartition

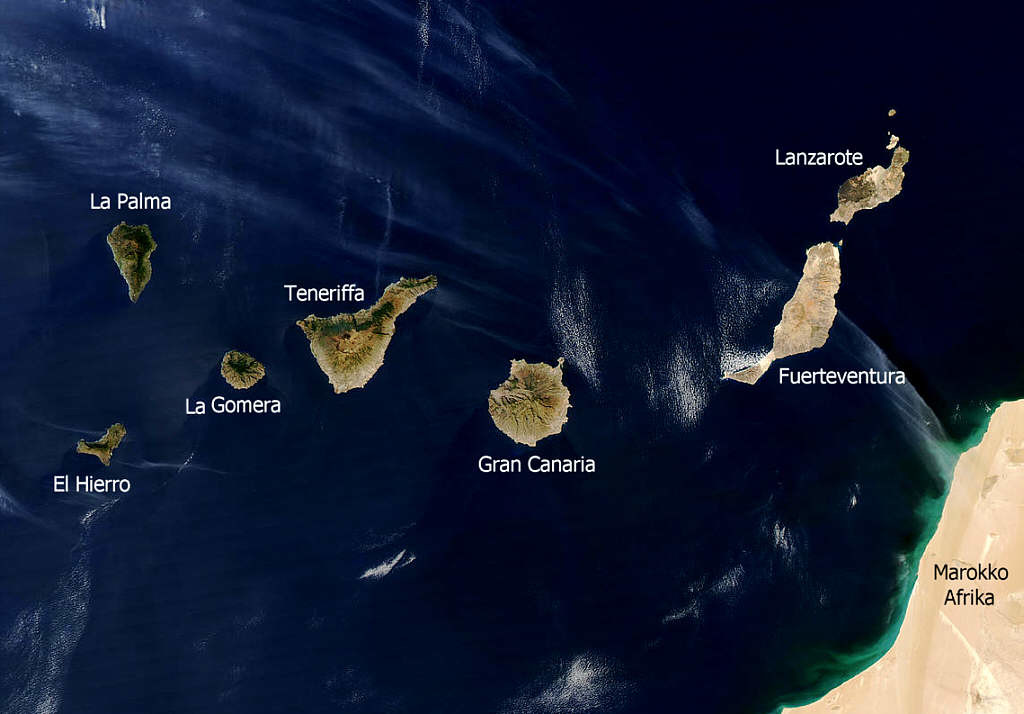
Image satellite légendée des îles Canaries.

L’espèce est endémique des îles Canaries, en particulier sur les cinq îles les plus à l’ouest : Gran Canaria, Tenerife, La Palma, La Gomera et El Hierro.

## Hybridation
Convolvulus scoparius peut s’hybrider avec Convolvulus floridus, une autre espèce endémique des îles Canaries, pour donner l’hybride Convolvulus ×despreauxii.